# Carl Johan Tornberg
Carl Johan Tornberg, född den 23 oktober 1807 i Linköping, död den 6 september 1877 i Lund, var en svensk orientalist, numismatiker och universitetslärare. Han var far till Angelica Svanberg och Henrika Tornberg.

## Utbildning och studier utomlands
Tornberg började redan som gymnasist studera arabiska, blev student 1826, filosofie magister och teologie kandidat 1833 samt, efter att ha utgivit disputationen Fragmenta quædam libri Husn el-muhádhara (del 1–5, 1834–35), vilken behandlande Egyptens historia av Suyuti, 1835 docent i arabiska litteraturen, allt i Uppsala.
Under de två följande åren fortsatte Tornberg sina studier i Tyskland, Nederländerna, Storbritannien och framför allt i Frankrike, där han studerade arabiska, persiska och turkiska under ledning av samtidens berömdaste lärde, Silvestre de Sacy, Étienne Marc Quatremère och Pierre Amédée Jaubert.

## Akademisk karriär
Återkommen till Sverige, blev han 1838 lidénsk amanuens vid Uppsala universitetsbibliotek och började en författarverksamhet, som i omfång och betydelse för den arabiska litteraturen icke i Sverige haft sin like. Från akademiska tryckeriet i Uppsala utgick en rad arbeten med arabisk text efter handskrifter och med latinsk översättning.  
Från januari 1842 till november 1843 förestod Tornberg professuren i österländska språk i Uppsala, men trots att han erhållit första förslagsrummet, förbigicks han vid platsens tillsättande av docenten Otto Fredrik Tullberg, som var honom lika underlägsen i arabiska som överlägsen i syriska. Väl erhöll Tornberg 1844 den efter Henrik Gerhard Lindgren lediga adjunkturen i österländska språk, men då vidare befordran på den lärda banan syntes stängd, ämnade han utbyta denna mot den prästerliga, disputerade 1845 för pastoralexamen med avhandlingen De principiis Scripturæ Sacræ interpretandæ ad placita reformatorum revocatis och prästvigdes strax därefter.
Men genom dåvarande kanslerens (kronprins Karls) ingripande bevarades han åt vetenskapen och utnämndes 1847 till extraordinarie professor i sitt ämne vid Lunds universitet. År 1850 efterträdde han Bengt Magnus Bolméer som ordinarie professor i österländska språk. Från prästämbetet tog han avsked 1861.

## Vetenskaplig insats
För sina vetenskapliga arbeten gjorde han 1856, 1863 och 1865 utländska resor till olika länder och studerade de rika orientaliska handskriftsskatterna i Paris, Londons och Berlins bibliotek. De betydande samlingar av sådana handskrifter som finns i Uppsala och Lund blev först av Tornberg vetenskapligt ordnade och beskrivna.
Även på ett annat specialfält riktade Tornberg sin vetenskap ur Sveriges skattkammare. De utomordentligt många i svensk jord funna österländska mynten undersöktes och tolkades av honom redan tidigt med en noggrannhet och ett skarpsinne, som gjorde hans namn ryktbart i hela Europa. Med Kungliga Vetenskapsakademiens pris belönades hans översättning av Koranen (1874), som även om den inte är fullt tillfredsställande – någon egentlig stilistisk talang för sitt modersmål ägde Tornberg inte – dock "är bättre än hvad till och med den tyska litteraturen kan uppvisa" (Tegnér).
Men Tornbergs förnämsta verk, vid sidan av Carl Johan Schlyters landskapslagar det största och viktigaste den svenska filologin frambragt, och varpå han arbetade i mer än 20 år, var hans med mångårigt statsunderstöd utgivna
Ibn-el-Athiri chronicon, quod perfectissimum inscribitur (Uppsala och Leiden, 1851–76), en världshistoria från Adam och Noak till 1231 e.Kr., som utgör en outtömlig källa av fakta rörande islamisk historia och kultur.
Av en tillämnad fullständig översatt hann Tornberg inte utge mer än Ibn-el-Athirs krönika, elfte delen och Ibn-el-Athirs berättelse om arabernas erövring av Spanien (1865; akademiskt program). Även åt ett annat viktigt historiskt verk ägnade Tornberg ett betydande arbete. I Lunds bibliotek förvaras ett fullständigt manuskript till en edition av Mirkhonds stora persiska historia, utarbetat av Tornberg efter handskrifter i Uppsala, Lund och Stockholm, men därav hann han utge endast Mirkhonds berättelse om Askaniernas konungaätt i Persien (1863; akademiskt program).
Dessutom skrev Tornberg större och mindre uppsatser i in- och utländska tidskrifter. Han var ledamot av Vitterhetsakademin (1842), Vetenskapsakademin (1870) och en mängd utländska vetenskapliga samfund.

## Eftermäle
Tornberg var en fint och mångsidigt bildad man, särskilt berömd som kvick berättare, och hans gästfria, vänsälla hem var en kär samlingsplats för både lärare och lärjungar. Men hans stora vetenskapliga betydelse var i allmänhet föga känd av hans landsmän.
Han var dock Sveriges främste arabist och en framstående auktoritet på den orientaliska numismatikens område. Träffande har hans livsgärning skildrats av hans främste lärjunge i följande ord – "en af vårt lands berömdaste lärde, som under en lång och verksam lefnad troget hållit vetenskapens brännspegel upp mot ’ljuset från österland’ och med stadig hand bragt dess strålar att lysa öfver olika områden af Orientens och Occidentens historia". Med liknande uttryck av odelat erkännande betecknas hans arbeten hos Gustave Dugat, Histoire des orientalistes (1868).

## Verk
- Ex Ibn el-Vardii libro Margarita mirabilium etc. (1835–42; även under titeln Fragmentum libri Margar. mirab., d. l 1835, d. 2 1839)
- Ibn Abi Zera’... pri-mordia dominationis murabitorum (1839; i Uppsala Vetenskapssocietets handlingar, d. XI)
- Ibn Khalduni narratio de expeditionibus francorum in terras islamismo subjectas (1840; ibid., d. XII)
- Annales regum Mauritanice ab Ibn Abi Zer’ conscripti (två delar, 1843–46) och utgav som specimen för denna plats De linguce aramcece dialectis (partes 1–2, 1842);
- Codices arabici, persici et turcici bibliothecce regim universitatis upsaliensis. (1849)
- Codices orientales bibi. reg. univ. lundens, cum supplem. (partes 1–6, 1850–53).

## Priser och utmärkelser
- 1875 – Letterstedtska priset för översättningen av Koranen